# Claudia Maienborn
Claudia Maienborn (* 18. Juni 1963) ist eine deutsche Germanistin.

## Leben
Von 1983 bis 1989 studierte sie Germanistik, linguistische Datenverarbeitung und Informatik in Trier und Hamburg mit Magisterabschluss. Nach der Promotion 1994 am Fachbereich Sprachwissenschaften der Universität Hamburg mit einer Dissertation zur Syntax und Semantik lokaler Adjunkte und der Habilitation 2002 an der Philosophischen Fakultät II der Humboldt-Universität zu Berlin mit einer Arbeit zur Semantik und Pragmatik von Kopula-Sätzen (Venia für Germanistische Linguistik) ist sie seit 2005 Professorin für Germanistische Linguistik an der Universität Tübingen.

## Schriften (Auswahl)
- Position und Bewegung. Zur Semantik lokaler Verben. 1990, OCLC 311547246
- Lokale Verben und Präpositionen. Semantische und konzeptionelle Verarbeitung in LEU II. 1990, OCLC 46146191
- Situation und Lokation. Die Bedeutung lokaler Adjunkte von Verbalprojektionen. Tübingen 1996, ISBN 3-86057-443-4.
- Die logische Form von Kopula-Sätzen. Berlin 2003, ISBN 3-05-003864-0.